# Escarificación (semilla)
La escarificación de la semilla es una técnica que se lleva a cabo con el fin de acortar el tiempo de germinación. Se trata de una abrasión de la pared exterior de la semilla (tegumento) para permitir que el endospermo entre en contacto con el aire y el agua. Se hace por abrasión, con productos químicos (ácido) o físico (cuchillo, aguja, papel de lija), teniendo mucho cuidado de no dañar el interior de la semilla.
La escarificación, independientemente del tipo, funciona acelerando los procesos naturales que normalmente hacen que las capas de semillas sean permeables al agua y al aire.

## Tipos
El tipo más común de escarificación es la escarificación mecánica.
En la escarificación mecánica, el tegumento se abre físicamente para permitir la entrada de humedad y aire.  Las capas exteriores de las semillas pueden limarse con una lima de metal, frotarse con papel de lija, cortarse con un cuchillo, romperse suavemente con un martillo o debilitarse o abrirse de cualquier otra manera.
Otro tipo de escarificación es la escarificación química, que implica el uso de uno o más químicos para promover la germinación. Puede implicar embeber o remojar semillas en soluciones ácidas o básicas concentradas con precisión durante cantidades variables de tiempo. Se pueden utilizar productos químicos como el ácido sulfúrico o incluso productos químicos domésticos para afectar este proceso. La escarificación química también se puede lograr mediante el uso de sales nutrientes como el nitrato de potasio.
La escarificación térmica se puede lograr exponiendo brevemente las semillas al agua caliente, que también se conoce como tratamiento de agua caliente. En algunas comunidades de plantas de chaparral, las semillas de algunas especies requieren fuego y / o humo para lograr la germinación. Una excepción a ese fenómeno es el roble venenoso occidental, cuyos gruesos revestimientos de semillas proporcionan un efecto de germinación retardado en el tiempo, pero no requieren la escarificación del fuego.
Independientemente del método, las semillas escarificadas no se almacenan bien y deben plantarse rápidamente, para que no se vuelvan inviables.

## Usos comunes
Debido a que las semillas escarificadas tienden a germinar con mayor frecuencia y en menos tiempo que las semillas inalteradas, la escarificación se usa no solo en la industria sino a pequeña escala. En los huertos familiares, por ejemplo, las semillas de plantas que de otro modo serían difíciles de cultivar a partir de semillas pueden hacerse viables mediante la escarificación. La descongelación y congelación del agua, el fuego y el humo y las reacciones químicas en la naturaleza son lo que permite que las semillas germinen, pero podemos acelerar el proceso utilizando los diversos métodos descritos hasta ahora. El objetivo común es abrir la testa y permitir que entre aire y agua en la semilla. En horticultura, la escarificación se usa a menudo para facilitar la germinación controlada y uniforme de lotes de semillas.